# Promo World Tour
Promo World Tour foi a primeira turnê promocional do grupo global Now United. Eles fizeram uma turnê por 16 países. A turnê começou em 18 de abril de 2018, quando o grupo chegou a Moscou, na Rússia. A turnê terminou em 17 de dezembro de 2018, quando o grupo partiu de Londres, Reino Unido.

## Datas
| Chegada                | Saída                  | Cidade           | País                   |
| Europa                 | Europa                 | Europa           | Europa                 |
| ---------------------- | ---------------------- | ---------------- | ---------------------- |
| 31 de maio de 2018     | 3 de junho de 2018     | Kitzbühel        | Áustria                |
| 12 de junho de 2018    | 18 de junho de 2018    | Berlim           | Alemanha               |
| 18 de junho de 2018    | 20 de junho de 2018    | Helsínquia       | Finlandia              |
| 20 de junho de 2018    | 26 de junho de 2018    | Estocolmo        | Suécia                 |
| 20 de junho de 2018    | 26 de junho de 2018    | Gotemburgo       | Suécia                 |
| 26 de junho de 2018    | 29 de junho de 2018    | Manchester       | Reino Unido            |
| 26 de junho de 2018    | 29 de junho de 2018    | Londres          | Reino Unido            |
| 15 de dezembro de 2018 | 17 de dezembro de 2018 |                  | Reino Unido            |
| Américas               |                        |                  |                        |
| 4 de junho de 2018     | 5 de junho de 2018     | Orlando          | Estados Unidos         |
| 23 de julho de 2018    | 29 de julho de 2018    | Los Angeles      | Estados Unidos         |
| 27 de agosto de 2018   | 1 de setembro de 2018  | Cidade do México | México                 |
| 27 de agosto de 2018   | 1 de setembro de 2018  | Puebla           | México                 |
| 4 de novembro de 2018  | 9 de novembro de 2018  | São Paulo        | Brasil                 |
| 10 de novembro de 2018 | 16 de novembro de 2018 | Montreal         | Canadá                 |
| 10 de novembro de 2018 | 16 de novembro de 2018 | Ottawa           | Canadá                 |
| África                 |                        |                  |                        |
| 29 de junho de 2018    | 5 de julho de 2018     | Dakar            | Senegal                |
| Ásia                   |                        |                  |                        |
| 18 de abril de 2018    | 25 de abril de 2018    | Moscou Москва    | Rússia Росси́я          |
| 6 de julho de 2018     | 12 de julho de 2018    | Seul 서울        | Coreia do Sul 대한민국 |
| 13 de julho de 2018    | 16 de julho de 2018    | Tóquio 東京      | Japão 日本             |
| 17 de julho de 2018    | 22 de julho de 2018    | Manila           | Filipinas              |
| 1 de agosto de 2018    | 15 de agosto de 2018   | Shenzhen 深圳    | China 中华人民共和国   |
| 1 de agosto de 2018    | 15 de agosto de 2018   | Pequim 北京      | China 中华人民共和国   |
| 1 de agosto de 2018    | 15 de agosto de 2018   | Xangai 上海      | China 中华人民共和国   |
| 17 de novembro de 2018 | 15 de dezembro de 2018 | Mumbaī मुंबई       | Índia भारत              |
| 17 de novembro de 2018 | 15 de dezembro de 2018 | Pangim पणजी       | Índia भारत              |
| 17 de novembro de 2018 | 15 de dezembro de 2018 | Deli दिल्ली         | Índia भारत              |
| 17 de novembro de 2018 | 15 de dezembro de 2018 | Agra आगरा         | Índia भारत              |
| 17 de novembro de 2018 | 15 de dezembro de 2018 | Shillong         | Índia भारत              |